# Pacific Blue
Pacific Blue är en amerikansk TV-serie som sändes mellan 2 mars 1996 och 9 april 2000. Det producerades sammanlagt 101 avsnitt av serien för USA Network. 

## Synposis
Serien utspelas i Santa Monica och handlar om poliserna som patrullerar strand- och stadsmiljön på cykel.

## Crossover
Femtonde avsnittet i den tredje säsongen (Heartbeat) är en crossover med Baywatch där Carmen Electra spelar samma livräddare (Lani Mackenzie) som i den serien.

## Visning i Sverige
Pacific Blue visades ursprungligen i Sverige på Kanal 5.